# Юсеф Отайба
Юсеф Отайба (на арабски: يوسف العتيبة) е дипломат от Обединените арабски емирства (ОАЕ).

## Биография
Юсеф Отайба е роден на 19 януари 1974 година в Абу Даби. Баща му Мана Отайба произлиза от една от старите търговски фамилии на Абу Даби и е приближен на емира Заид ибн Султан ал-Нахаян, като в продължение на години е министър на петрола и минералните ресурси и неколкократно оглавява Организацията на страните износителки на петрол. Юсеф е единствено дете на една от четирите съпруги на Мана Отайба. Една от сестрите му, Хенд Отайба, също има дипломатическа кариера и става посланик на ОАЕ във Франция.
Майката на Юсеф Отайба е египтянка и той израства в Кайро, където завършва Каирския американски колеж. През 1991 година заминава да учи международни отношения в Джорджтаунския университет във Вашингтон, но изглежда, не се дипломира. След тригодишна работа в една от семейните фирми, дилър на леки автомобили, учи в американския Национален отбранителен университет, който завършва през 2000 година.
През 2000 година Отайба става съветник на Мохамед ибн Заид ал-Нахаян, по това време началник на генералния щаб на ОАЕ, а след като той е обявен за престолонаследник на Абу Даби през 2004 година, Отайба е директор по международните въпроси в двора му. На този пост той играе важна роля в организирането на подкрепа за Съединените щати на държавите от региона по време на Войната в Ирак.
През 2008 година Юсеф Отайба става посланик на ОАЕ в Съединените щати. Във Вашингтон той развива активна дейност, участвайки в благотворителни кампании и създавайки си контакти с влиятелни личности. Успешно съдейства за задълбочаването на военното сътрудничество между двете страни, както и за подкрепа от американска страна на интересите на ОАЕ във Втората йеменска гражданска война. През 2017 година някои американски медии го определят като най-влиятелния посланик във Вашингтон.
Юсеф Отайба играе централна роля в преговорите, довели до сключването на Авраамовите споразумения през 2022 година. Те довеждат до признаване на суверенитета и установяване на дипломатически отношения на ОАЕ и Бахрейн с Израел и са определяни като най-значимата стъпка за преодоляване на Арабско-израелския конфликт след Израелско-йорданския мирен договор от 1994 година.